# Třída Grimsby
Třída Grimsby byla lodní třída britských šalup z období druhé světové války. Celkem bylo postaveno 13 jednotek této třídy. Za druhé světové války je provozovala královská námořnictva Spojeného království, Austrálie a Indie. Ve válce byly čtyři potopeny. Šalupa Wellington se dochovala dodnes.

## Stavba

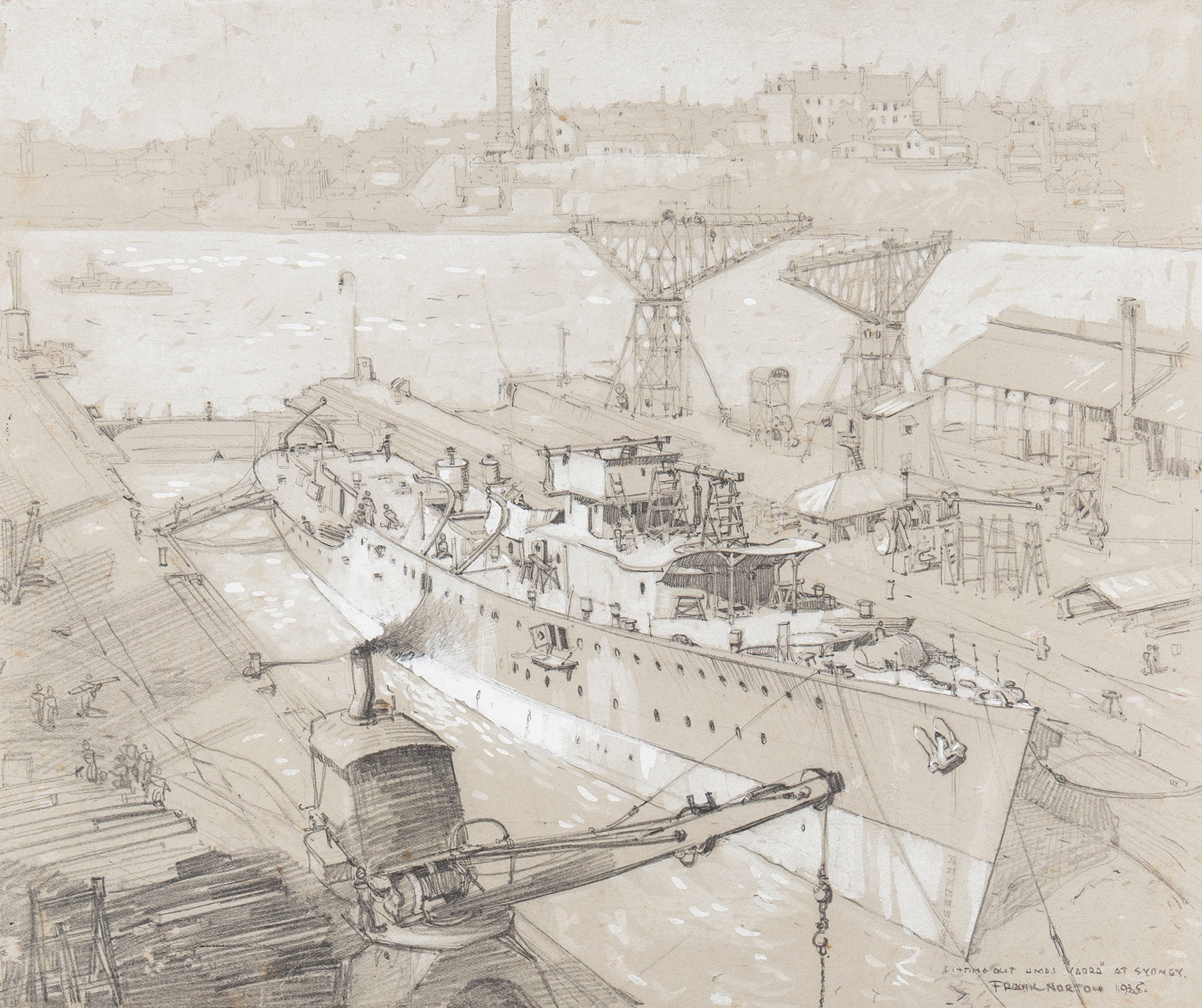
Dokončování HMAS Yarra v Sydney, Frank Norton (1935)

V letech 1933–1940 bylo postaveno celkem 13 jednotek této třídy. Pro britské námořnictvo bylo postaveno osm šalup, další čtyři pro australské královské námořnictvo a jedna pro indické královské námořnictvo. Šalupy převzaly trup a pohonný systém předcházející třídy Shoreham, byly však primárně určeny pro doprovod konvojů. Oproti svým předchůdcům nesly silnější výzbroj, ale naopak žádné minolovné vybavení. První šestice nesla jednoúčelové 120mm kanóny, přičemž další dvě dostaly dvouúčelové 102mm kanóny. Čtyři plavidla postavená pro Austrálii byla mírně větší, přičemž druhý pár byl díky zesílenému pohonu mírně rychlejší. Poslední třináctá jednotka pro Indii byla opět mírně zvětšenou verzí třídy Grimsby.
Jednotky třídy Grimsby:
| Jméno                 | Založení kýlu | Spuštěna | Vstup do služby | Status                                                                              |
| --------------------- | ------------- | -------- | --------------- | ----------------------------------------------------------------------------------- |
| HMS Grimsby (U16)     | 1933          | 1933     | květen 1934     | Dne 25. května 1941 byla potopena německými střemhlavými bombardéry.                |
| HMS Leith (U36)       | 1933          | 1933     | červenec 1934   | Vyřazena.                                                                           |
| HMS Lowestoft (U59)   | 1933          | 1934     | listopad 1934   | Vyřazena.                                                                           |
| HMS Wellington (U65)  | 1933          | 1934     | leden 1935      | Přeměněna na plovoucí velitelství, dochovala se dodnes.                             |
| HMS Deptford (U53)    | 1934          | 1935     | srpen 1935      | Vyřazena.                                                                           |
| HMS Londonderry (U76) | 1934          | 1935     | září 1935       | Vyřazena.                                                                           |
| HMS Aberdeen (U97)    | 1935          | 1936     | září 1936       | Vyřazena.                                                                           |
| HMS Fleetwood (U47)   | 1935          | 1936     | listopad 1936   | Vyřazena.                                                                           |
| HMAS Swan (U74)       | 1935          | 1936     | leden 1937      | Vyřazena.                                                                           |
| HMAS Yarra (U77)      | 1934          | 1935     | leden 1936      | Dne 4. března 1942 byla v Jávském moři potopena japonskými křižníky a torpédoborci. |
| HMAS Parramatta (U77) | 1938          | 1939     | duben 1940      | Dne 27. listopadu 1941 byla ve Středomoří potopena německou ponorkou U-559.         |
| HMAS Warrego (U73)    | 1939          | 1940     | srpen 1940      | Od roku 1955 výzkumná loď, vyřazena.                                                |
| HMIS Indus (U67)      | 1933          | 1934     | březen 1935     | Dne 6. dubna 1942 byla v Indickém oceánu potopena japonskými letadly.               |

## Konstrukce

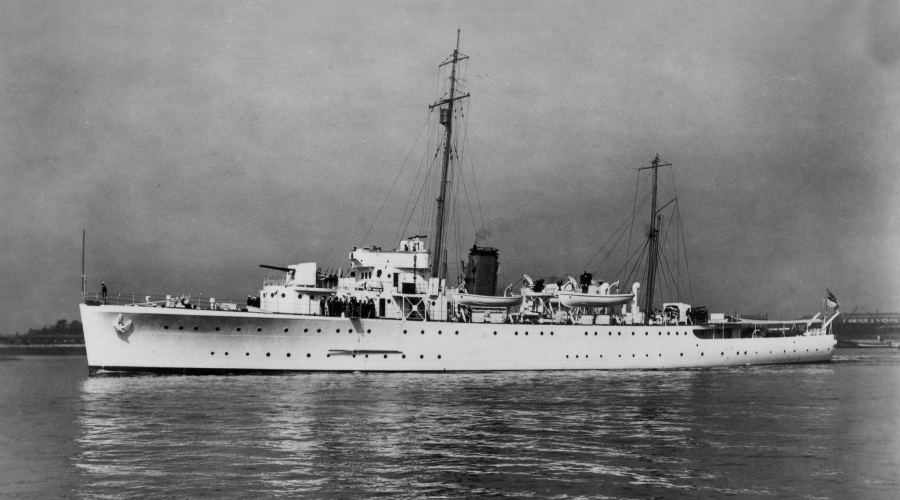
Indus

### Grimsby
Základní výzbroj představovaly dva 120mm kanóny, čtyři 47mm kanóny, dále dva vrhače a jedna skluzavka pro celkem 15 hlubinných
pum. Pohonný systém o výkonu 2000 hp tvořily dva tříbubnové kotle Admiralty a dvě parní turbíny Parsons, pohánějící dva lodní šrouby. Nejvyšší rychlost dosahovala 16,5 uzlu. Dosah byl 5350 námořních mil při rychlosti 15 uzlů.

### Modifikace

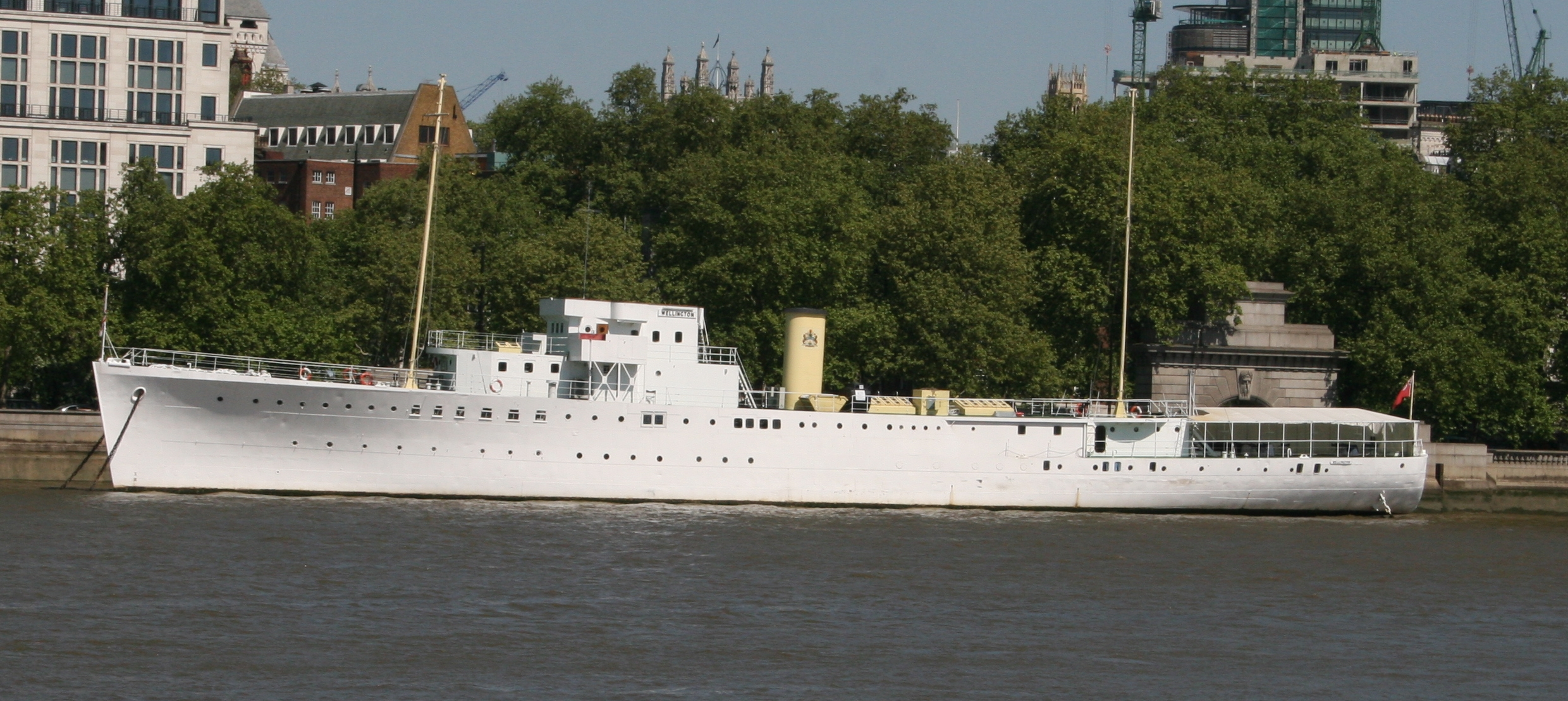
Wellington

Během války byla výzbroj různě modifikována a zesilována. Častá byla instalace dvouúčelových 102mm kanónů, salvových vrhačů Hedgehog a zvětšení počtu nesených hlubinných pum. Například šalupa Fleetwood tak roku 1946 nesla čtyři 102mm kanóny, šest 20mm kanónů Oerlikon, jeden Hedgehog a dále čtyři vrhače a dvě skluzavky pro celkem 90 hlubinných pum.

### Indus
Plavidlo bylo upraveno pro službu v tropech. Mělo prodloužený trup a kvůli zlepšení stability též mírně rozšířený trup. Na počátku 40. let byla výzbroj posílena o 12,7mm čtyřkulomet Vickers.

## Služba

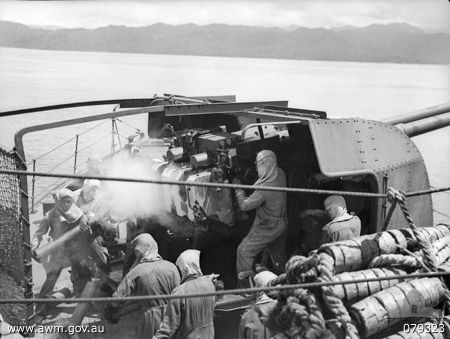
HMAS Swan svými 102mm kanóny ostřeluje japonské cíle na pobřeží Nové Guineje

Třída byla velmi intenzivně nasazena ve druhé světové válce. Čtyři plavidla byla ve válce potopena.